# Michael Moog de Medici

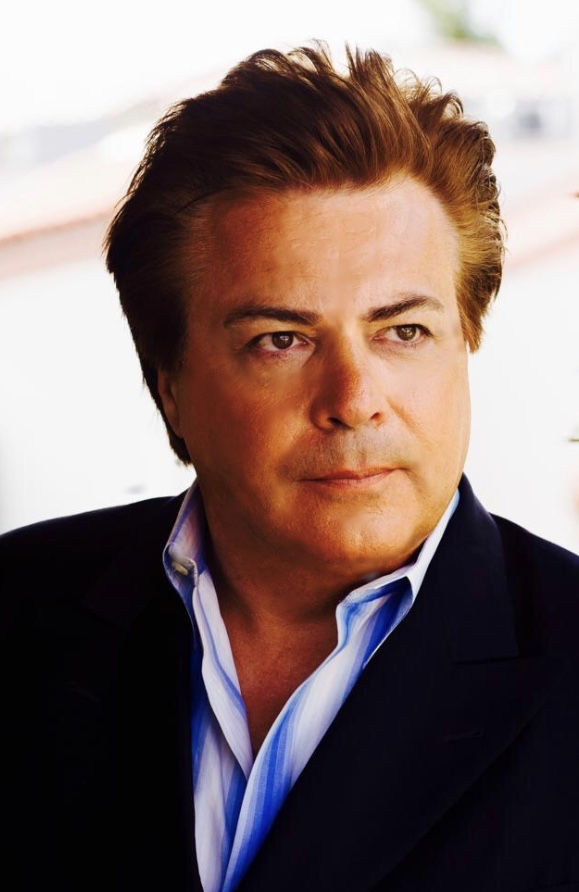
Moog de Medici, 2017

Michael Moog de Medici (* 27. Januar 1965 in Wiesbaden) ist ein deutscher Komponist, Schauspieler, Synchronsprecher und Autor.

## Werdegang
Ab dem Alter von sechs Jahren war Moog de Medici Mitglied im Jugendchor des Hessischen Staatstheaters Wiesbaden und sang unter anderem als Sopran die Rolle des Harry Wood in Benjamin Brittens Oper Albert Herring. Von 1981 bis 1984 nahm er Schauspielunterricht, unter anderem bei der Schauspielschule Petra Müller und bei Elisabeth Molle Kosa sowie Peter Wiegel. Ab Mitte des Jahrzehnts arbeitete er als Schauspieler und Synchronsprecher, unter anderem in Werbungen und in Sprechrollen beim Film.
Mit 22 Jahren ließ sich Moog de Medici in Palm Beach in Florida dauerhaft nieder. Nach eigenen Angaben wurde er dabei Teil der High Society von Palm Beach. Er schloss beispielsweise Bekanntschaft mit dem Geschäftsmann und späteren US-Präsidenten Donald Trump. Moog de Medici trat in den Vereinigten Staaten als Barpianist und Sänger auf, auf Empfehlung von Frank Sinatras ehemaligem Orchesterleiter Morty Jay bekam er eine eigene Show mit Orchester in Palm Beach. Moog de Medici begann, Musik im Stil des Swing der 1930er- und 1940er-Jahre zu komponieren. Die über 300 Kompositionen von Moog de Medici wurden auf mehreren CDs eingespielt, u. a. 2004 das Album Palm Beach Society Swing. Gemeinsam mit dem Entertainer und Sänger Cliff Ayers moderierte er die Fernsehsendung Breakfast Time. 2009 wurde er als einer der ersten Deutschen in die American Big Band Hall of Fame aufgenommen.
2015 erschien Moog de Medicis Autobiografie Der Prinz von Palm Beach, die er im selben Jahr auf der Frankfurter Buchmesse vorstellte. Seither publizierte er als Autor mehrere Theaterstücke im Cantus-Theaterverlag: Das Muttersöhnchen, Die Wahrsagerin und Alles Theater.
Moog de Medici ist als Theaterschauspieler aktiv und Ensemblemitglied am Akzent Theater in Wiesbaden. Dort spielte er beispielsweise 2017 in Venus im Pelz sowie 2024 in seinem eigenen Theaterstück Die Wahrsagerin. 2020 war er in der Rolle des Polizeipräsidenten in dem Krimi Irrtum – Der Film zu sehen. 2023 war er Moderator und Sänger der Musiksendung Liebe Grüße aus Eppstein unter Regie von Christian Peschken, die auf MyTVPlus in Deutschland und PaxTV in den Vereinigten Staaten ausgestrahlt wurde. 2024 hatte Moog de Medici eine Hauptrolle in dem Western The Forgotten Winchester als Richter Patten. Zudem spielte er im selben Jahr in dem von Christian Peschken gedrehten Kurzfilm The Silence Within, der Depressionen als Thema aufgreift.

## Familie
Moog de Medici ist mütterlicherseits mit dem Erfinder Robert Moog und väterlicherseits mit der Familie Medici verwandt.
Moog de Medicis erste Ehefrau starb nach acht Jahren Ehe. Seit 2010 lebt Moog de Medici mit seiner dritten Ehefrau, Pia, wieder in Wiesbaden. Die Schwedin trägt den Titel „Miss-German-Sport Heart of Sweden“ der Miss German Sport Union. Aus dieser dritten Ehe hat Moog de Medici zwei Kinder, darunter die Schauspielerin Miranda Moog de Medici.

## Filmografie
- 2020: Irrtum – Der Film
- 2024: The Forgotten Winchester
- 2025: The Silence Within / deutscher Titel: Lautlos (Kurzfilm)[23]

## Bibliografie
- Michael Moog de Medici: Der Prinz von Palm Beach. Autobiografie. Medu Verlag: Dreieich 2015. ISBN 978-3-941955-71-4.
- Michael Moog de Medici: Das Muttersöhnchen. Theaterstück. Cantus-Theaterverlag: Grasellenbach 2024.
- Michael Moog de Medici: Die Wahrsagerin. Theaterstück. Cantus-Theaterverlag: Grasellenbach 2024.
- Michael Moog de Medici: Alles Theater. Theaterstück. Cantus-Theaterverlag: Grasellenbach 2024.